# Fiveman
 (septembre 2016).
Turbo Rangers Jetman
Chikyuu Sentai Fiveman (地球戦隊ファイブマン, Chikyū Sentai Faibuman, littéralement Fiveman, l'escadron terrien) est une série télévisée japonaise du genre Super Sentai en 48 épisodes (seulement 28 doublés en français) de 30 minutes produite en 1990,  un spécial intitulé Jū Dai Sentai Shūgō! Tanomu zo! Fāibuman (15大戦隊集合! 頼むぞ! ファイブマン; "La grande réunion des 15 Escadrons Spéciaux ! On compte sur vous, Fiveman !").
En France, la série a été diffusée à partir du 12 juin 1991 sur TF1 (seulement cinq épisodes) sous le titre Fiveman.

## Synopsis
Lors d'une attaque lancée par l'armée impériale Zone gouvernée par la malfaisante impératrice galactique Meadow, cinq enfants sedoniens sont séparés de leurs parents et expédiés sur Terre. Ils doivent absolument empêcher Meadow d'y imposer sa loi, car dans le cas contraire elle deviendrait immortelle.

## Personnages

### Fivemen
- Gaku Hoshikawa (星川 学, Hoshikawa Gaku?) / Five Red (ファイブレッド, Faibu Reddo?)
  - Armes : V-Sword (Ｖソード, Bui Sōdo?), V-Shuttler (Ｖシャトラー, Bui Shatorā?)
  - Attaques : V-Sword Spark (Ｖソードスパーク, Bui Sōdo Supāku?)
- Ken Hoshikawa (星川 健, Hoshikawa Ken?) / Five Blue (ファイブブルー, Faibu Burū?)
  - Armes : Twin Arrays (ツインアレイ Tsuin Arei?), Twin Yo-Yos (ツインヨーヨー, Tsuin Yōyō?), Twinrisbees (ツインリスビー, Tuinrisubī?)
  - Attaques : Rolling Arrays (ローリングアレイ, Rōringu Arei?)
- Fumiya Hoshikawa (星川 文矢, Hoshikawa Fumiya?) / Five Black (ファイブブラック, Faibu Burakku?)
  - Armes : Power Cutter (パワーカッター, Pawā Kattā?), Black Jaws (ブラックジョー, Burakku Jō?), Cutter Discs (カッターディスク, Kattā Disuku?)
  - Attaques : Screw Cutter (スクリューカッター, Sukuryū Kattā?)
- Kazumi Hoshikawa (星川 数美, Hoshikawa Kazumi?) / Five Pink (ファイブピンク, Faibu Pinku?)
  - Armes : Cutie Circle (キューティーサークル, Kyūtī Sākuru?), Circle Putter (サークルピュータ, Sākuru Pyūta?)
  - Attaques : Circle Finish (サークルフィニッシュ, Sākuru Finisshu?)
- Remi Hoshikawa (星川 レミ, Hoshikawa Remi?) / Five Yellow (ファイブイエロー, Faibu Ierō?)
  - Armes : Melody Tact (メロディータクト, Merodī Takuto?), Yellow Flute (イエローフルート, Ierō Furūto?)
  - Attaques : Tact Attack (タクトアタック, Takuto Atakku?)

### Alliés
- Arthur G6 (アーサーＧ６, Āsā Jī Shikkusu?)
- Gunther (グンサー, Gunsā?) (épisodes 19-20, 45-46)
- Five-kun Dolls (ファイブくん人形, Faibu-kun Ningyō?) (épisode 23)

### Armée impériale galactique Zone
L'Armée impériale galactique Zone (銀帝軍ゾーン, Ginteigun Zōn) est un empire extraterrestre dirigé par l'Impératice Meadow (Medō en VO), avatar féminin d'une entité plus puissante nommée Vulgyre, la "Super-Bête Galactique" (Ginga Chōjū Vulgyre), qui est aussi le vaisseau-mère de cet empire ; le but de Vulgyre est d'atteindre la déité en détruisant un grand nombre de planètes.
- Super-bête galactique Vulgyre (銀河超獣バルガイヤー, Gingachōjū Barugaiyā?) (épisodes 46-48) : Le véritable souverain de Zone.
- Impératrice galactique Meadow (銀河皇帝メドー, Gingakōtei Medō?) (épisodes 1-47) :
- Capitaine Garoa (ガロア艦長, Garoa-kanchō?)
- Commandants galactiques (?) :
  - Escrimeur galactique, Billion (銀河剣士ビリオン, Ginga Kenshi Birion?) (épisodes 1-46)
  - Scientifique galactique, Doldora (銀河博士ドルドラ, Ginga Hakase Dorudora?) (épisodes 1-46)
  - Marchand galactique, Dongoros (銀河商人ドンゴロス, Ginga Shōnin Dongorosu?)
- Croc galactique, Zaza (銀河の牙ザザ, Ginga no Kiba Zaza?) (épisodes 1-46)
- Premier capitaine, Chevalier (初代艦長シュバリエ, Shodaikanchō Shubarie?) (épisodes 28-47)

- Les soldats Batzler (バツラー兵, Batsurā Hei?) sont les fantassins de l'Armée.
- Les Guerriers galactiques (銀河闘士, Ginga Tōshi?) sont les monstres envoyés sur Terre par l'Armée.

### Gingamen
- Les Gingamen (銀河戦隊ギンガマン, Ginga Sentai Gingaman?, littéralement Gingaman, l'escadron galactique) (épisodes 9, 28-47) sont un escadron maléfique comique formé de cinq aliens recrutés par Doldora. Ils n'ont cependant aucun lien avec les héros de Seijū Sentai Gingaman (1998).

L'équipe est constituée de :
- - Baikanian Ginga Red (バイカン星人ギンガレッド, Baikan Seijin Ginga Reddo?) : Venu de la planète Baikan.
  - Monomenian Ginga Blue (モノメ星人ギンガブルー, Monome Seijin Ginga Burū?) : Venu de la planète Monome.
  - Grachisian Ginga Black (グラチス星人ギンガブラック, Gurachisu Seijin Ginga Burakku?) : Venu de la planète Grachis.
  - Fujiminian Ginga Pink (フジミン星人ギンガピンク, Fujimin Seijin Ginga Pinku?) : Venu de la planète Fujimin.
  - Gringanian Ginga Yellow (グリンガ星人ギンガイエロー, Guringa Seijin Ginga Ierō?) : Venu de la planète Gringa.

## Arsenal
- V-Changer (Ｖチェンジャー, Bui Chenjā?) : transformateur des Fivemen.
- Earth Cannon (アースカノン, Āsu Kanon?) : canon des Fivemen.

## Mechas
- Five-Robot (ロファイブボ, Faibu Robo?)(épisode 2) : formé à partir des trois véhicules suivants :
  - Sky Alpha (スカイアルファ, Sukai Arufa?) : piloté par Five Red.
  - Carrier Beta (キャリアベータ, Kyaria Bēta?) : piloté par Five Black et Five Five Yellow.
  - Land Gamma (ランドガンマ, Rando Ganma?) : piloté par Five Blue et Five Pink.

L'assemblage a lieu à partir de la commande « Fusion ! Triple joint ! » (「合体！トリプルジョイント！」, « Gattai! Toripuru Jointo! »). Il est armé de l'épée Super Dimension (超次元ソード, Chō Jigen Sōdo). Au moment de porter le coup de grâce, les Fivemen disent disent : « Single and Double Five Crash! » (「身グル＆ダブルファイブークラッシュ！」, « Shingiru to Daburu Faibu Kurasshu! »)
- Star Five (スターファイブ, Sutā Faibu?)(épisode 27) : formé à partir de Star Carrier.

- Super Five-Robot (スーパーファイブロボ, Sūpā Faibu Robo?)(épisode 28) : Formé à partir du Five-Robot et de Star Five.

L'assemblage a lieu à partir de la commande « Fusion ! Super Brother Joint! » (「合体！スーパーブラザージョイント！」, « Gattai! Sūpā Burazā Jointo! »). 
- Max Magma (マックスマグマ, Max Magma?)(épisode 26, 37, 48) :  formé à partir de Super Five Robot et de la Magma Base (la base des héros). L'assemblage a lieu à partir de la commande  « Fusion ! Max Cross! » (「合体! マックスクロス！」, « Gattai! Makusu Kurosu! »?).

## Véhicules
- Hawk Arrows (ホークアロー, Hōku Arō?): Les motos personnelles des Fivemen.
  - Hawk Arrow 1 (ホークアロー１号, Hōku Arō Ichi-gō?) : La moto de Five Red.
  - Hawk Arrow 2 (ホークアロー２号, Hōku Arō Ni-gō?) : La moto de Five Blue.
  - Hawk Arrow 3 (ホークアロー３号, Hōku Arō San-gō?) : La moto de Five Black.
  - Hawk Arrow 4 (ホークアロー４号, Hōku Arō Yon-gō?) : La moto de Five Pink.
  - Hawk Arrow 5 (ホークアロー５号, Hōku Arō Go-gō?) : La moto de Five Yellow.
- Hover Star II (ホバスター２号, Hobā Sutā Ni-gō?) : Un aéroglisseur employé par les Fivemen.
- Star Carrier (スターキャリア, Sutā Kyaria?)

## Épisodes
| no | Titre original (et transcription Hepburn)       | Traduction française                       | Titre de l'épisode en VF         | 1re diffusion (au Japon) | 1re diffusion (au France) |
| -- | ----------------------------------------------- | ------------------------------------------ | -------------------------------- | ------------------------ | ------------------------- |
| 01 | 五兄弟戦士 Kyodai kaijū no wakusei              | Les cinq frères et sœurs guerriers         | La formation de la force 5       | 02/03/1990               | 12/06/1991                |
| 02 | 父の仇! 母の仇 Chichi no Kataki! Haha no Kataki | L’ennemi d’un père ! L’ennemi d’une mère   | L'attaque de l'empire            | 09/03/1990               | 19/06/1991                |
| 03 | 挑戦! 銀河の虎 Chōsen! Ginga no Tora            | Le défi ! Le tigre de Ginga                | Un étrange combattant            | 16/03/1990               | 26/06/2991                |
| 04 | 地球を酔わせろ Chikyū wo Yowasero               | Enivrer la terre                           | Faire saouler la terre           | 23/03/1990               | 03/07/1991                |
| 05 | みなしご銀河卵 Minashigo Ginga Tamago           | Oeuf de galaxie orphelin                   | Gingaran l’orphelin              | 30/03/1990               | 10/07/1991                |
| 06 | 働き者は嫌いだ Hatarakimono wa Kirai Da         | Je déteste les travailleurs acharnés       | Un ouvrier détestable            | 06/04/1990               | Doublé, mais non diffusé  |
| 07 | 45ｍの小学生 Yonjūgo-mētā no Shōgakusei         | L’élève des 45 mètres                      | -                                | 13/04/1990               | Doublé, mais non diffusé  |
| 08 | 輝け! 一粒の命 Kagayake! Hitotsubu no Inochi    | Brille ! Un brin de vie                    | -                                | 20/04/1990               | Doublé, mais non diffusé  |
| 09 | 登場ギンガマン Tōjō Gingaman                    | Gingaman apparaît                          | L’arrivée de Ginga Man           | 27/04/1990               | Doublé, mais non diffusé  |
| 10 | 俺の血を吸え! Ore no chi o sue!                 | Bois mon sang !                            | -                                | 04/05/1990               | Doublé, mais non diffusé  |
| 11 | あぶない宝探し Abunai Takara Sagashimawaru      | A la recherche d’un dangereux trésor       | -                                | 11/05/1990               | Doublé, mais non diffusé  |
| 12 | アーサー超変型 Āsā Chō Henkei                   | Arthur Super Transformation                | La transformation d’Arthur       | 18/05/1990               | Doublé, mais non diffusé  |
| 13 | ドレミファイト Do Re Mi Faito                   | Combat de Dorémi                           | Le combat de Remi                | 25/05/1990               | Doublé, mais non diffusé  |
| 14 | 可愛いウソつき Kawaii Usotsuki                  | Un mignon menteur                          | Un mignon menteur                | 01/06/1990               | Doublé, mais non diffusé  |
| 15 | レッドが二人!! Reddo ga Futari!!                | Il y a deux rouges !!                      | Red est double !!                | 08/06/1990               | Doublé, mais non diffusé  |
| 16 | 腹ぺこヒーロー Harapeko Hīrō                    | Héros Affamé                               | Un héros la faim au ventre       | 15/06/1990               | Doublé, mais non diffusé  |
| 17 | 文矢の交際宣言 Fumiya no Kōsai Sengen           | Déclaration de relation de Fumiya          | La déclaration de Dan            | 22/06/1990               | Doublé, mais non diffusé  |
| 18 | お金貯めます!! Okane Tamemasu!!                 | Économiser de l'argent !!                  | Accumuler de l’argent !!         | 29/06/1990               | Doublé, mais non diffusé  |
| 19 | 九州だョン Kyūshū Dayon                         | Capture de Kyuushuu                        | Une bagarre rouge                | 06/07/1990               | Doublé, mais non diffusé  |
| 20 | 復活!サムライの勝負 Gatsu da! Samurai no Kasoku | Affrontement ! L'Apprentissage du Samouraï | Enflammez-vous, frères et sœurs  | 13/07/1990               | Doublé, mais non diffusé  |
| 21 | 跳び箱3人組 Tobibako Sannin Kumi                | Trio de Voltige                            | Les 3 équipes au cheval d'arçons | 20/07/1990               | Doublé, mais non diffusé  |
| 22 | 光る美青年 Hikaru Biseinen                      | Une belle jeunesse brillante               | Le beau jeune homme qui brille   | 27/07/1990               | Doublé, mais non diffusé  |
| 23 | (5(ファイブ)くん人形 (5 (Faibu)-kun Ningyō      | 5 (Cinq)-kun Poupée                        | Les cinq marionnettes            | 03/08/1990               | Doublé, mais non diffusé  |
| 24 | あぶない母 Abunai Haha                          | Mère Dangereuse                            | Non doublé                       | 10/08/1990               | Non diffusé               |
| 25 | 友情の桜島 Yūjō no Sakurajima                   | Sakurajima de l'amitié                     | Non doublé                       | 17/08/1990               | Non diffusé               |
| 26 | 合身VS合体 Gasshin Tai Gattai                   | Combiner contre Combiner                   | Non doublé                       | 24/08/1990               | Non diffusé               |
| 27 | 燃える兄弟ロボ Moeru Kyōdai Robo                | Robo des frères brûlants                   | Non doublé                       | 31/08/1990               | Non diffusé               |
| 28 | 赤いけんかロボ Akai Kenka Robo                  | Robot de Combat Rouge                      | Non doublé                       | 07/09/1990               | Non diffusé               |
| 29 | 眠れば死ぬ Nemureba Shinu                       | Si tu t’endors, tu es mort                 | Non doublé                       | 14/09/1990               | Non diffusé               |
| 30 | のろ亀忍者 Noro Kame Ninja                      | Ninja Tortue Lente                         | Non doublé                       | 21/09/1990               | Non diffusé               |
| 31 | 地獄の合唱(コーラス) Jigoku no Kōrasu           | Chœur de l'Enfer                           | Non doublé                       | 28/09/1990               | Non diffusé               |
| 32 | 学、死す Gaku, Shisu                            | Gaku, Mourires                             | Non doublé                       | 05/10/1990               | Non diffusé               |
| 33 | 必殺裏返し Hissatsu Uragaeshi                   | Spécial à l'envers                         | Non doublé                       | 12/10/1990               | Non diffusé               |
| 34 | 人間カン詰 Ningen Kanzume                       | Humain en peluche                          | Non doublé                       | 19/10/1990               | Non diffusé               |
| 35 | 人間大砲 Ningen Taihō                           | Canon Humain                               | Non doublé                       | 26/10/1990               | Non diffusé               |
| 36 | 学の秘密!! Gaku no Himitsu!!                    | Le secret de Gaku !!                       | Non doublé                       | 02/11/1990               | Non diffusé               |
| 37 | 消滅! バトルの合体 Shōmetsu! Batoru no Gattai   | Disparaître ! Combinaison de Batailles     | Non doublé                       | 09/11/1990               | Non diffusé               |
| 38 | 偽兄弟先生 Nise Kyodai Sensei                   | Faux Frère Professeur                      | Non doublé                       | 16/11/1990               | Non diffusé               |
| 39 | 愛を下さい Nise Kyodai Sensei                   | S'il te plait aime moi                     | Non doublé                       | 23/11/1990               | Non diffusé               |
| 40 | 少年魔神剣 Shōnen Majin Ken                     | Épée Garçon Majin                          | Non doublé                       | 30/11/1990               | Non diffusé               |
| 41 | カンフー魂 Kan Fū Tamashii                      | Esprit de kung-fu                          | Non doublé                       | 07/12/1990               | Non diffusé               |
| 42 | 双子大作戦 Futago Dai Sakusen                   | Opération Jumeaux                          | Non doublé                       | 14/12/1990               | Non diffusé               |
| 43 | テレビの恋 Terebi no Koi                        | Amour Télé                                 | Non doublé                       | 21/12/1990               | Non diffusé               |
| 44 | 死闘ロボ戦 Shitō Robo Ikusa                     | Bataille de robots mortelle                | Non doublé                       | 11/01/1991               | Non diffusé               |
| 45 | 敵基地突入 Teki Kichi Totsunyū                  | Envahir la Base Ennemie                    | Non doublé                       | 18/01/1991               | Non diffusé               |
| 46 | 父母(ちちはは)の行方 Chichi haha no Yukue       | Où se trouvent les parents                 | Non doublé                       | 25/01/1991               | Non diffusé               |
| 47 | 超獣大脱皮 Chōjū Dai Dappi                      | Super bête en mue                          | Non doublé                       | 01/02/1991               | Non diffusé               |
| 48 | 星への旅立ち Hoshi he no Tabidachi              | En route vers les étoiles…                 | Non doublé                       | 08/02/1991               | Non diffusé               |

## Distribution[1]
Les héros
- Toshiya Fuji (VF : Alexandre Gillet) : Gaku Hoshikawa/Five Red (Nom français: Eric)
- Kei Shindachiya (VF : Damien Boisseau) : Ken Hoshikawa/Five Blue (Nom français: Dan)
- Ryōhei Kobayashi (VF : Denis Laustriat) : Fumiya Hoshikawa/Five Black (Nom français: Dom)
- Kazuko Miyata (VF : Dominique Dumont) : Kazumi Hoshikawa/Five Pink (Nom français: Eva)
- Keiko Hayase (VF : Virginie Mery) : Remi Hoshikawa/Five Yellow (Nom français: Jamie)

Soutien
- Chie Tanabe (VF : Jean-Pierre Leroux) : Arthur G6
- Hideaki Kusaka : Gunther
- Chōko Heitsuji : Five-kun Dolls (épisode 23)
- Hideyuki Umedzu : Garoa-don Doll

L'armée galactique impériale Zone
- Ginga Chōjū Vulgyre
- Chika Matsui (VF : Jane Val) : Impératrice galactique Medō (Nom français: Midau)
- Takeshi Ishakawa (VF : Serge Bourrier) : Capitaine Geroa (Nom français: Gaeroa)
- Galactic Commanders
- Hatsue Nishi (VF: Françoise Pavy) : Scientifique galactique Doldora (Nom français: Dordoranor)
- Ginga Shōnin Dongoros
- Shunsaku Kudo (VF: Gérard Dessalles) : Épéiste galactique Billion (Nom français: Billianor)
- Motoko Watanabe : Croc galactique Zaza (épisodes 1-46) (Nom français: Zazanar)
- Premier Capitaine Shubarie
- Ginga Sentai Gingaman (épisodes 9-47)
- Yasuhiro Takeuchi : Batzler Soldiers
- Kyodaika Jū Gorlin
- Black Gorlin (épisodes 30-47)

## Commentaires
- Fiveman fut la première série sentai à avoir un escadron dont les cinq membres font partie de la même famille.
- C'est également la première série dans laquelle les héros ont un Power Up.
- Fiveman fait partie des quatre séries Super sentai les plus impopulaires (avec Goggle V, Goseiger et Ohranger). Cette série a été un échec pour l'audimat, et plus encore pour les ventes de jouets : l'un des robots, Max Magma, n'apparaissant que dans deux épisodes, il y eut des invendus considérables de sa maquette[2].

- Le prénom des quatre premiers Fivemen est basé sur un jeu de mots :
  - En japonais, le prénom de Gaku signifie « apprendre ».
  - En japonais, le prénom de Ken signifie « santé », "poing" et « épée ».
  - En japonais, la première partie du prénom de Fumiya signifie « phrase/écriture »
  - Le prénom de Remi est un jeu de mots basé sur les noms occidentaux des notes de musique « Ré » et « Mi ».
- Dans la 21e saison de Power Rangers, Power Rangers Super Megaforce, les Rangers peuvent se transformer en tous les Power Rangers ayant précédemment existé. Bien que Fiveman n'ait jamais été adapté, un Ranger se transforme dans 1 épisode en Five Yellow, en disant que ce nouveau pouvoir s'appelle le Supersonic mode.
  - Les auteurs du comics Mighty Morphin Power Rangers édité par Boom! Studios ont utilisé cette référence pour inclure les Fiveman dans l'univers Power Rangers. Ainsi, ils ont créé une histoire sur les Power Rangers : Supersonic, servant d'Origin Story au Psycho Ranger Vert, méchant inédit du comics. À l'instar des Alien Rangers, il s'agit d'une équipe de Power Rangers venue d'une autre planète : Xybria (qui est d'ailleurs, la planète d'origine de Trip, le ranger vert de la Force du Temps).